# Communauté du Pain de Vie
La Communauté du Pain de Vie est une communauté nouvelle de l’Église catholique romaine, fondée en 1976 par Pascal et Marie-Annick Pingault et dissoute par Jean-Claude Boulanger le 9 avril 2015.
Accusée de dérives sectaires, la communauté avait auparavant vu des scissions entre la Maison du Pain de Vie (à Valenciennes, menée par le couple fondateur), la Communauté de l'Arbre de Vie Divine (en Afrique de l'Ouest) et Alliance et partage.

## Vocation
Sa vocation, développée dans le Livre de Vie du Pain de Vie, rédigé en 1981 et accueilli en Église depuis 1984 est de « former un Peuple eucharistique, rassemblant sur les cinq continents des hommes et des femmes de toutes conditions et tous états de vie (laïcs mariés ou célibataires, consacré(e)s, diacres, prêtres) »[réf. nécessaire].
Ses membres vivent en maisonnée dans les réalités de leur pays, dans une consécration à l’eucharistie, aux pauvres et à l’enfant. Elle est marquée par le choix d’une réelle simplicité de moyens et une alliance profonde avec des pauvres.

## Dérives sectaires, scissions et dissolution
En 1993, des membres signalent à l'épiscopat des dysfonctionnements, notamment le « culte de la personnalité des fondateurs » et le « type de vie imposé : coupés de l’extérieur, soumis à des pressions, culpabilisation et humiliations ». En 1995, une sœur se suicide. La pauvreté requise pour faire partie de la communauté est très stricte, tant sur les vêtements que pour la nourriture, y compris pour les enfants.
Selon Xavier Léger, animateur du site L'Envers du décor : « Si l’on se réfère à la liste des critères permettant de repérer des comportements de type sectaire élaborée par la Conférence des évêques de France, on constate sur la base des témoignages que nous avons eus en main que cette communauté cochait 20 cases sur 26 : culte du fondateur, hors du groupe pas de salut, au-dessus des lois, ruptures familiales, rupture avec les « dissidents », contrôle du choix des confesseurs, etc. ».
À partir de 2005, une crise de gouvernance[réf. nécessaire] provoque une scission. Le couple fondateur crée une nouvelle association, Maison du Pain de Vie, dont le siège est à Valenciennes et qui ne bénéficie plus de statut canonique mais d'un lien avec Joseph Boishu. Des membres de l'Afrique de l'Ouest, menés par Isaac Jogues Gaglo, fondent la Communauté de l'Arbre de Vie Divine. Les membres restants se rattachant d'abord à l'évêque de Bayeux-Lisieux, se dispersent finalement. Certains fondent une association « Alliance et partage », qui reprend quelques actifs de l'ancienne communauté.
Par un décret du 9 avril 2015, Jean-Claude Boulanger, supprime l'association privée de fidèles. La Communauté du Pain de Vie n'est donc plus reconnue par l'Église catholique, tandis que la « Maison du Pain de Vie » n'a pas de reconnaissance canonique.

## Condamnation
En 2019, les fondateurs Pascal et Marie-Annick Pingault sont condamnés en appel par la Justice à payer plus de 72 000 € de dommages et intérêts à une ancienne adepte qui n'avait pas été affiliée à une caisse de retraite. Une quarantaine d'anciens membres savent qu'ils ne percevront jamais de retraite.